# Mortier (Belgique)
 (juin 2020).
Si vous disposez d'ouvrages ou d'articles de référence ou si vous connaissez des sites web de qualité traitant du thème abordé ici, merci de compléter l'article en donnant les références utiles à sa vérifiabilité et en les liant à la section « Notes et références ».
Pour les articles homonymes, voir Mortier.
Mortier (en wallon Moirtî) est une section de la commune belge de Blegny, située en Région wallonne dans la province de Liège. Ce village du pays de Herve se trouve au nord-est de la ville de Liège.
Autrefois faisant partie du comté de Dalhem, Mortier était une commune à part entière avant la fusion des communes de 1977.

## Démographie
- Sources : INS, Rem. : 1831 jusqu'en 1970 = recensements, 1976 = nombre d'habitants au 31 décembre.

## Histoire

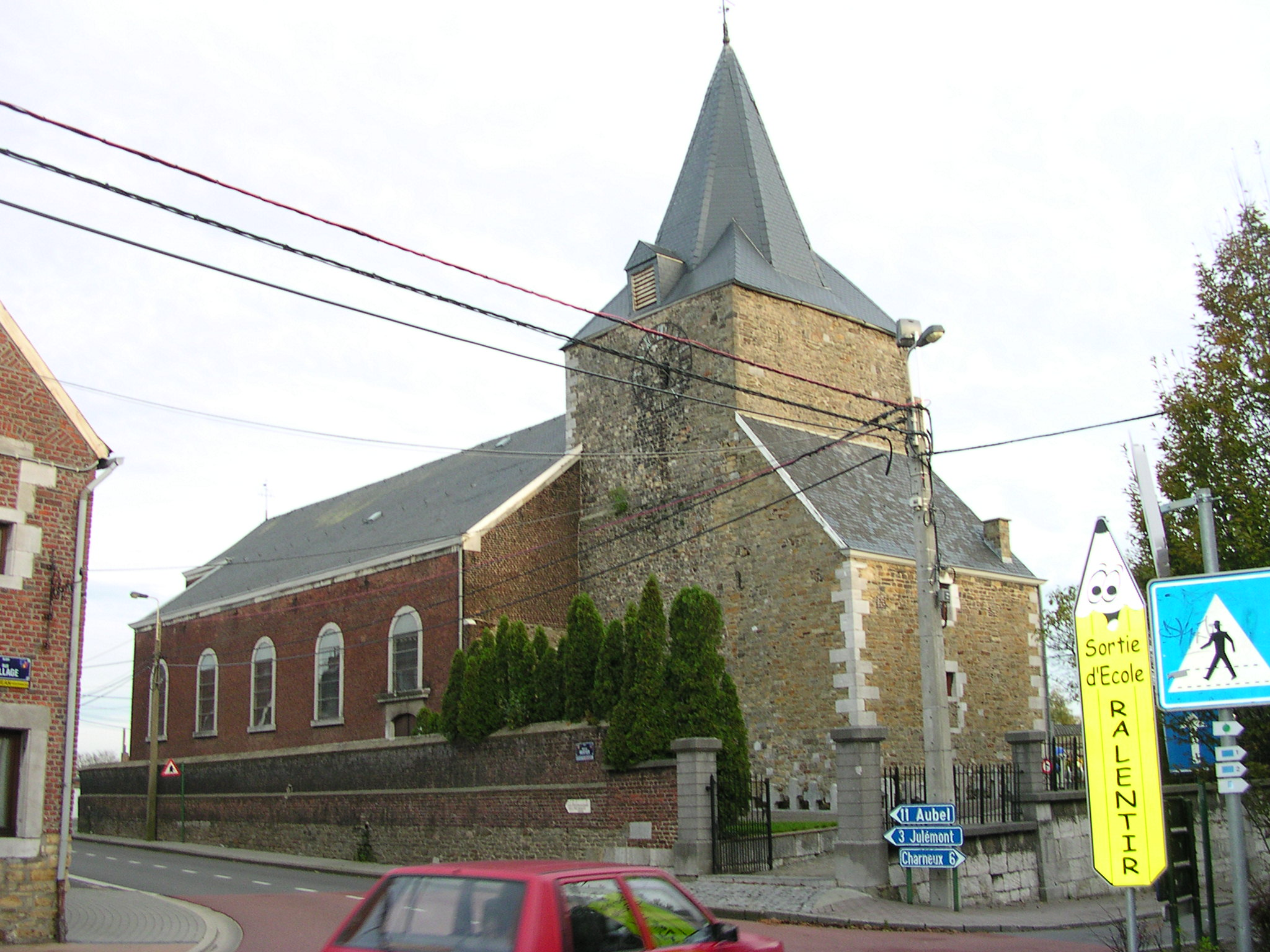
L’église Saint-Pierre.

Une mention du village est faite dans un diplôme médiéval émanant du roi de Germanie Louis IV en 909. Mais cet acte prouve une ancienneté plus grande encore de la localité puisqu'elle avait été donnée par le roi de Lotharingie, Zwentibold (895-900), à un grand personnage, un certain Rohingus, lequel céda Mortier au chapitre de l'abbaye de Chèvremont (commune de Chaudfontaine). Ce chapitre fut intégré, avec toutes ses possessions dont Mortier, au chapitre Sainte-Marie d'Aix-la-Chapelle.
Ainsi, jusqu'à la fin de l'Ancien Régime, le propriétaire foncier de Mortier fut le chapitre de Sainte-Marie d'Aix-la-Chapelle, qui se faisait représenter sur place par un maire ou mayeur, intendant du domaine, puis président de la juridiction locale composée d'échevins, sous la protection théorique d'un avoué. En raison de leurs fonctions religieuses, les chanoines de Sainte-Marie d'Aix-la-Chapelle ne pouvaient en effet entretenir de force militaire. Ce rôle de protection des habitants est donc confié à un voué, lui-même soumis à l'autorité d'un haut-voué.
Depuis une date inconnue, le haut-voué de Mortier est le comte de Dalhem, puis le duc de Brabant. La justice criminelle est également rendue par le comte de Dalhem, puis, par son représentant, le drossard. Ainsi, les criminels, après trois jours de détention à Mortier, doivent être, de l'avis de la cour de justice, livrés au haut-voué, au lieu-dit de Richelette. Le haut-voué se charge alors d'instruire l'affaire et de faire juger le suspect par la haute cour criminelle du comté de Dalhem.

## Patrimoine et culture

### Patrimoine architectural
- L'église Saint-Pierre, dont la tour romane est la partie la plus ancienne, eut certainement un rôle défensif. Nef et chœur furent reconstruits en 1844 en style néoclassique (pour quelques vues générales de l'intérieur et un aperçu du mobilier, voir le site de l'Institut du Patrimoine artistique à Bruxelles (IRPA)[2] ; entrée : Mortier).

- Le château de Cortils (Curtilia, petite exploitation agricole au Moyen Âge) est mentionné dans les documents historiques concernant la localité de Mortier. Cependant, le château actuel, de style Renaissance mosane, date des XVIIe et XVIIIe siècles. Possession de la famille de Fabribeckers, derniers seigneurs hautains (titulaires des droits d'origine publique) de Mortier, et de la famille Dallemagne, le château a été racheté par des Néerlandais au début de ce siècle (quelques vues sur le site de l'IRPA[2] ; entrée : Mortier). Il a été classé comme monument historique le 27 novembre 1989.

- La chapelle de Richelette, dédiée à saint Gilles est une petite chapelle votive, datant de 1733. Elle fut érigée en action de grâce pour l'arrestation de la Bande noire en 1732, bande de criminels dont les deux principaux protagonistes habitaient à Richelette. Cette bande avait fait régner la terreur dans la région pendant une quinzaine d'années. Les deux bandits furent brûlés vifs à Bruxelles en avril 1732. La chapelle a été classée comme monument le 7 octobre 1987 (quelques vues sur le site de l'IRPA[2] ; entrée : Mortier).

- Le château Blanc, manoir du XIXe siècle.

#### Histoire
- Comté de Dalhem
- Duché de Limbourg

#### Géographie
- Pays de Herve
- Entre-Vesdre-et-Meuse